# 2012년 한국바둑리그
2012년 한국바둑리그는 2012년 4월 12일부터 열리는 한국바둑리그의 아홉번째 시즌이자 드림리그를 포함하여 출범 10주년이 되는 시즌이다. 국민은행이 대회 후원하며 한국바둑리그 사상 최대 규모인 10개 구단 체제로 진행되고 2군 리그도 도입된다.

## 대회

### 상금배분
총 상금 40억 규모로 팀 상금은 1위 3억원, 2위 2억원, 3위 1억원, 4위 5,000만원이고 선수들에게는 기본 대국료(승자 120만원, 패자 50만원) 외에 각 지명 별로 개인 상금을 따로 만들어 정규 리그 성적에 따라 1위부터 10위까지 차등 지급한다.

### 락스타리그
2012년 한국바둑리그를 통해 새로이 도입되는 2군리그 시스템으로 1군에 끼지 못한 나머지 선수들 중에서 전원 드래프트 방식으로 선발한다. 특히 선수 4명 가운데 한 명은 반드시 여자가 포함돼야 한다. 1군과 별도로 운영하되  국제기전에 출전으로 인해 1군에 결원이 생기거나 할 경우 락스타선수를 교체 투입할 수 있으며 별도의 포스트시즌 없이 정규리그 성적으로 우승을 가리게 된다.

## 선수단
| 팀           | 연고지          | 감독   | 바둑리그 선수                              | 락스타 리그 선수                  |
| ------------ | --------------- | ------ | ------------------------------------------ | --------------------------------- |
| 넷마블       | 인천광역시      | 양건   | 원성진 · 김기용 · 한웅규 · 김형우 · 유창혁 | 박진솔 · 박영롱 · 오정아 · 김혜림 |
| 신안 천일염  | 전라남도 신안군 | 이상훈 | 이세돌 · 백홍석 · 한상훈 · 이호범 · 박승현 | 변상일 · 강창배 · 서무상 · 김나현 |
| 롯데손해보험 | 부산광역시      | 최규병 | 이창호 · 나현 · 김정현 · 한태희 · 최명훈   | 박준석 · 강승민 · 김대용 · 김윤영 |
| 한게임       | 경기도          | 차민수 | 김지석 · 윤준상 · 이동훈 · 이태현 · 최기훈 | 김세동 · 강병권 · 김미리 · 박경근 |
| KIXX         | 광주광역시      | 김영환 | 박영훈 · 강유택 · 박정상 · 송태곤 · 유재호 | 박민규 · 최정 · 양우석 · 이재웅   |
| 티브로드     | 이북5도         | 이상훈 | 조한승 · 허영호 · 이지현 · 이원도 · 이춘규 | 류수항 · 김성진 · 허진 · 문도원   |
| 포스코 LED   | 경상북도 포항시 | 김성룡 | 강동윤 · 목진석 · 홍성지 · 온소진 · 박승화 | 이상헌 · 황재연 · 이희성 · 김채영 |
| SK에너지     | 울산광역시      | 윤현석 | 최철한 · 안국현 · 김동호 · 진시영 · 조혜연 | 김현찬 · 김형환 · 정두호 · 이슬아 |
| 정관장       | 대전광역시      | 김영삼 | 박정환 · 이원영 · 김기원 · 안성준 · 안형준 | 이정우 · 조인선 · 이범진 · 김혜민 |
| 스마트오로   | 강원도          | 한종진 | 이영구 · 김승재 · 홍기표 · 안조영 · 조훈현 | 민상연 · 박지연 · 김누리 · 김원빈 |

## 정규 리그
| 순위 | 팀           | 경기수 | 승 | 패 | 승률  | 개인승 | 개인패 | 포스트 시즌   |
| ---- | ------------ | ------ | -- | -- | ----- | ------ | ------ | ------------- |
| 1    | 한게임       | 18     | 14 | 4  | 77.8% | 55     | 35     | 챔피언결정전  |
| 2    | 신안 천일염  | 18     | 12 | 6  | 66.7% | 52     | 38     | 플레이오프    |
| 3    | 스마트오로   | 18     | 10 | 8  | 55.6% | 44     | 46     | 준 플레이오프 |
| 4    | 포스코 LED   | 18     | 9  | 9  | 50.0% | 43     | 47     | 준 플레이오프 |
| 5    | 티브로드     | 18     | 9  | 9  | 50.0% | 52     | 38     |               |
| 6    | 정관장       | 18     | 9  | 9  | 50.0% | 47     | 43     |               |
| 7    | SK에너지     | 18     | 7  | 11 | 38.9% | 43     | 47     |               |
| 8    | 롯데손해보험 | 18     | 7  | 11 | 38.9% | 40     | 50     |               |
| 9    | KIXX         | 18     | 6  | 12 | 33.3% | 39     | 51     |               |
| 10   | 넷마블       | 18     | 6  | 12 | 33.3% | 35     | 55     |               |

## 락스타리그 순위
| 순위 | 팀           | 경기 | 승 | 무 | 패 | 승점 | 승수 |
| ---- | ------------ | ---- | -- | -- | -- | ---- | ---- |
| 1    | 포스코LED    | 18   | 8  | 6  | 4  | 22   | 40   |
| 2    | KIXX         | 18   | 8  | 5  | 5  | 21   | 39   |
| 3    | 롯데손해보험 | 18   | 8  | 4  | 6  | 20   | 41   |
| 4    | 한게임       | 18   | 8  | 4  | 6  | 20   | 38   |
| 5    | 신안천일염   | 18   | 6  | 7  | 5  | 19   | 35   |
| 6    | 정관장       | 18   | 4  | 10 | 4  | 18   | 37   |
| 7    | 티브로드     | 18   | 4  | 9  | 5  | 17   | 35   |
| 8    | 스마트오로   | 18   | 6  | 4  | 8  | 16   | 35   |
| 9    | 넷마블       | 18   | 4  | 7  | 7  | 15   | 32   |
| 10   | SK에너지     | 18   | 4  | 4  | 10 | 12   | 27   |

## 포스트시즌
2012 한국바둑리그 포스트시즌은 상위 4개팀이 프로야구 스텝레더 방식으로 진행하며 준플레이오프와 플레이오프는 5판 다승제 2번기로 상위팀에게 어드벤티지를 주는 방식으로 진행했다.(무승부시 개인승수합 그 다음에 정규시즌 순위로 따진다.) 상위 순위팀은 5선승제, 하위 순위팀은 6선승제가 적용되었다. 챔피언 결정전은 5전 3선승제 3번기로 진행된다.(무승부시 개인승수합 그 다음에 정규시즌 순위로 따진다)
|  | 준플레이오프 | 준플레이오프 | 준플레이오프 |  |  | 플레이오프 | 플레이오프 | 플레이오프 |  |  | 챔피언결정전 | 챔피언결정전 | 챔피언결정전 |
|  |              |              |              |  |  |            |            |            |  |  |              |              |              |
|  |              |              |              |  |  | 2          | 신안천일염 | 5          |  |  |              |              |              |
|  | 3            | 스마트오로   | 5            |  |  | 3          | 스마트오로 | 4          |  |  |              |              |              |
|  | 4            | 포스코LED    | 3            |  |  |            |            |            |  |  | 1            | 한게임       | 2            |
|  |              |              |              |  |  |            |            |            |  |  | 2            | 신안천일염   | 1            |
|  |              |              |              |  |  | 2          | 한게임     |            |  |  |              |              |              |
|  |              |              |              |  |  |            | 부전승     |            |  |  |              |              |              |